# Костевич, Вацлав

Герб «Лелива»

Ва́цлав (Ве́нцлав) Косте́вич (пол. Wacław Kostewicz, ум. 1532) — государственный деятель Великого княжества Литовского из рода Костевичей герба «Лелива». Маршалок господарский с 1509 года, староста кобринский с 1519 года.
Сын наместника ковенского Станько (Станислава) Костевича, брат Януша Костевича — воеводы витебского, позже подляшского.
Около 1502 года Вацлав женился на Анне Семёновне Кобринской, первый муж которой — Фёдор Бельский — бежал в Москву после неудачного покушения на великого князя литовского Казимира. Анна перешла из православия в католицизм, супруги делали пожертвования на строительство и содержание костёлов. В 1512 году их права на Кобрин были подтверждены великим князем.
После смерти Анны в феврале или марте 1519 года Кобринское княжество стало вымороком и перешло во владение государства. Согласно данному ещё 4 августа 1516 года обещанию, великий князь литовский 7 июня 1519 года выдал привилей, по которому Костевич назначался державцем и старостой бывшего княжества, ныне преобразованного в староство. Таким образом, вплоть до своей смерти в 1532 году Вацлав Костевич владел Кобринским староством на правах аренды.
В 1522 году на его средства в Добучине (ныне Пружаны) был построен костёл святых Сигизмунда и Вацлава, которые до наших дней не сохранился. Согласно попису войска литовского 1528 года, Вацлав выставлял в войско 41 конного воина.
От второго брака на Анне Илинич, дочери Николая Николаевича и Елизаветы Якубовны Немирович-Щитт, Вацлав имел сына Петра и дочь Дороту. Пётр умер в молодом возрасте, а Дорота, умершая в 1571 году, была женой сначала князя Ярослава Головчинского (от этого брака имела 3 сыновей и нескольких дочерей), а с 1569 года Станислава Довойны, от которого имела дочь, названную как и мать и умершую в младенчестве.